# Manon Balletti
Manon Balletti (1740-1776), fille d'acteurs italiens, fut la fiancée de Giacomo Casanova, puis l'épouse de Jacques-François Blondel, architecte et théoricien français.